# Costantino Ier de Cagliari
Costantino Ier de Cagliari (sarde : Costantini Ier Salusi II) est juge de Cagliari à la fin du XIe siècle.

## Origine
Costantino ou Constantin naît à une date indéterminée. Il est le fils de Orzocco Torchitorio Ier Juge de Cagliari - le premier sur lequel on dispose d'informations historiquement sures - et de son épouse nommée Vera. Selon l'antique tradition qui voulait que se succèdent sur le trône alternativement un « Torchitorio de Ugunale » et un « Salusio de Lacon »,  Constantin lorsqu'il succède à son père prend également le nom de règne de Salusio II sous lequel  il apparaît dans les actes publics.

## Règne
On ne sait pas exactement quand Constantin succède à son père comme seul souverain sans doute vers la mi-1089 car le 30 juin de cette année-là dans un document solennel dans lequel il s'intitule « rex et iudex Caralitanus », il confirme le diplôme par lequel ses parents ont concédé aux bénédictins de l'abbaye de Saint-Victor de Marseille les églises de S. Giorgio de Decimo et de S. Genesio d'Uta: 
les confirmations de ce genre étant traditionnellement accordées par des juges peu après leur accession au trône.
Nous savons toutefois que Constantin a été associé jeune au pouvoir de son père, et qu'il a dirigé le Judicat 
dans un moment particulièrement difficile de son histoire, pendant le conflit entre la république de Pise et
Gènes et le Saint-Siège l'hégémonie politique  et économique dans l'île de Sardaigne. Le Siège apostolique, à l'époque, est dirigé par le pape Grégoire VII qui a proclamé sa souveraineté sur le Sardaigne et accuse les juges, les prélats et les Sardes de se séparer de la communion de l'Église et d'usurper l'autorité du Saint-Siège Apostolique.
La dernière mention de Constantin Ier est du 22 avril 1090. La date de son décès est inconnue.

## Union et postérité
Constantin avait épousé une noble nommée Giorgia, qui lui avait donné une fille baptisée Vera et quatre  fils dont son aîné et successeur Mariano. On sait également qu'en  1103 le Juge de Cagliari est un certain Torbeno, peut-être un frère de Constantin, toutefois en 1107, avec l'appui des armées génoises et pisanes, Mariano II peut néanmoins reconquérir le trône et les états de son père.

## Source
- (it) article d'Evandro Putzulu Costantino di Cagliari sur  Enciclopedia Treccani.
- (en) Site Medieval Lands : Judges of Cagliari (Sardinia).
- (en) Site de I. Mladjov Medieval Sardinia (Sardegna).